# Presidenti dell'Etiopia
I presidenti dell'Etiopia dal 1974 (abolizione della monarchia, regnante Hailé Selassié) ad oggi sono i seguenti.

## Lista
| Presidente                                           | Presidente | Presidente             | Partito                                                                               | Elezione                               | Mandato           | Mandato           |
| Presidente                                           | Presidente | Presidente             | Partito                                                                               | Elezione                               | Inizio            | Fine              |
| ---------------------------------------------------- | ---------- | ---------------------- | ------------------------------------------------------------------------------------- | -------------------------------------- | ----------------- | ----------------- |
| Governo militare provvisorio dell'Etiopia socialista |            |                        |                                                                                       |                                        |                   |                   |
|                                                      |            | Aman Mikael Andom      | Militare                                                                              | A seguito di colpo di Stato Ad interim | 12 settembre 1974 | 17 novembre 1974  |
|                                                      |            | Menghistu Hailé Mariàm | Militare                                                                              | Ad interim                             | 17 novembre 1974  | 28 novembre 1974  |
|                                                      |            | Tafari Bante           | Militare                                                                              |                                        | 28 novembre 1974  | 3 febbraio 1977   |
|                                                      |            | Menghistu Hailé Mariàm | Militare Partito dei Lavoratori d'Etiopia                                             |                                        | 3 febbraio 1977   | 10 settembre 1987 |
| Repubblica Popolare Democratica d'Etiopia            |            |                        |                                                                                       |                                        |                   |                   |
|                                                      |            | Menghistu Hailé Mariàm | Partito dei Lavoratori d'Etiopia                                                      | 1987                                   | 10 settembre 1987 | 21 maggio 1991    |
|                                                      |            | Tesfaye Gebre Kidan    | Partito dei Lavoratori d'Etiopia                                                      | Ad interim                             | 21 maggio 1991    | 28 maggio 1991    |
| Governo di transizione dell'Etiopia                  |            |                        |                                                                                       |                                        |                   |                   |
|                                                      |            | Meles Zenawi           | Fronte Popolare di Liberazione del Tigrè (ERPDF)                                      | Ad interim                             | 28 maggio 1991    | 22 agosto 1995    |
| Repubblica Federale Democratica d'Etiopia            |            |                        |                                                                                       |                                        |                   |                   |
|                                                      |            | Negasso Gidada         | Organizzazione Democratica del Popolo Oromo (EPRDF) Indipendente (dal 22 giugno 2001) | 1995                                   | 22 agosto 1995    | 8 ottobre 2001    |
|                                                      |            | Girma Wolde Giorgis    | Indipendente                                                                          | 2001, 2007                             | 8 ottobre 2001    | 7 ottobre 2013    |
|                                                      |            | Mulatu Teshome         | Organizzazione Democratica del Popolo Oromo (EPRDF)                                   | 2013                                   | 7 ottobre 2013    | 25 ottobre 2018   |
|                                                      |            | Sahle-Uork Zeudé       | Indipendente                                                                          | 2018                                   | 25 ottobre 2018   | 7 ottobre 2024    |
|                                                      |            | Taye Atske Selassie    | Indipendente                                                                          | 2024                                   | 7 ottobre 2024    | in carica         |